# She Used to Wanna Be a Ballerina
She Used to Wanna Be a Ballerina è un album di Buffy Sainte-Marie, pubblicato dalla Vanguard Records nel settembre del 1971. 

## Tracce
Lato A
1. Rollin' Mill Man – 2:28 (Gerry Goffin, Russ Titelman)
2. Smack Water Jack – 3:20 (Gerry Goffin, Carole King)
3. Sweet September Morning – 2:54 (Buffy Sainte-Marie)
4. She Used to Wanna Be a Ballerina – 2:14 (Buffy Sainte-Marie)
5. Bells – 4:33 (Leonard Cohen)
6. Helpless – 3:00 (Neil Young)

Lato B
1. Moratorium – 4:16 (Buffy Sainte-Marie)
2. The Surfer – 2:33 (Ariel Gonzales, Carlos Pardeiro, con testi aggiunti in inglese di Buffy Sainte-Marie)
3. Song of the French Partisan – 3:08 (Anna Marly, Hy Zaret)
4. Soldier Blue – 3:26 (Buffy Sainte-Marie)
5. Now You've Been Gone for a Long Time – 2:53 (Buffy Sainte-Marie)

## Musicisti
- Buffy Sainte-Marie - chitarra, voce
- Jack Nitzsche - pianoforte, produttore
- Ry Cooder - chitarra
- Jesse Davis - chitarra
- Neil Young - chitarra
- Russ Titelman - chitarra, accompagnamento vocale
- Gayle Levant - armonica (harp)
- Bobby West - basso
- Danny Whitten - chitarra (Crazy Horse)
- Ralph Molina - batteria (Crazy Horse)
- Billy Talbot - basso (Crazy Horse)
- Carlos Pardeiro
- Ariel Gonzales
- Merry Clayton - accompagnamento vocale[3][4]